# Руденко Василь Миколайович
Василь Миколайович Руденко (17 лютого 1949), народний депутат України І-го скликання (05.1990 — 05.1994),кандидат юридичних наук по спеціальності «Теорія управління, адміністративне право і процес, фінансове право», заслужений юрист України, державний службовець І-го рангу.

## Життєпис
Народився 17 лютого 1949 року в селі Тесів Острозького району Рівненської області в селянській сім'ї; українець; одружений.
Освіта: Дрогобицький державний педагогічний інститут імені Івана Франка, вчитель німецької мови.
- 1966—1967 — тесля Острозького БУ № 21.
- 1967—1973 — студент, асистент кафедри іноземних мов, секретар комітету комсомолу Дрогобицького державного педагогічного інституту імені Івана Франка.
- 1973—1974 — служба в армії.
- 1974—1980 заступник директора Сінненської середньої школи по навчально-виховній роботі; директор Малинівської середньої школи Гощанського району.
- 1980—1991 — військова служба, Афганістан; гол. виконкому Гощанської селищної ради; зав. відділу нар. освіти Гощанського райвиконкому; заступник голови виконкому Гощанської райради.
- 1991—1992 — член Комісії Верховної Ради України х питань діяльності рад і розвитку місцевого самоврядування.
- 04.1992-07.1994 - радник Президента України — керівник служби Президента України з питань територій.
- 07.1994-01.1996 — начальник відділу договірно-правової роботи та зв'язків з Верховною Радою України Міністерства соціального захисту населення України.
- 01.1996-01.1997 - заступник Міністра соціального захисту населення України — начальник Управління договірно-правової роботи та зв'язків з Верховною Радою України.
- 01 .-08.1997 - перший заступник Міністра соціального захисту населення України.
- 08.1997-02.1999 — заступник Міністра праці та соціальної політики України.
- 02.1999-10.2006 — Голова Національної служби посередництва і примирення.

Державний службовець 2-го рангу (03.2000), 1-го рангу (04.2002).
ГРОМАДСЬКО-ПОЛІТИЧНА ДІЯЛЬНІСТЬ
1968-1971 Секретар комсомольської організації факультету іноземних мов Дрогобицького державного педагогічного інституту імені Івана Франка 
1972-1973 Секретар комітету комсомолу Дрогобицького державного педагогічного інституту імені Івана Франка
1980-1989 Депутат Гощанської районної ради Рівненської області
1980-1982 Голова виконкому Гощанської селищної ради 
1989 Делегат Всесоюзного з'їзду працівників народної освіти
05.1990 - 05.1994 Народний депутат України І-го скликання по Гощанському виборчому округу № 336 Рівненської області
12.1990 Доповідач і співавтор проєкту Закону України "Про місцеві Ради народних депутатів та місцеве і регіональне самоврядування". 
1990-1994 співзасновник депутатської групи "Злагода-Центр" у Верховній Раді України 
1991-1992 рр. Член погоджувальної комісії Верховної Ради України по терміновій підготовці до опублікування для всенародного обговорення погоджених проєктів законів України про приватизацію державних підприємств , приватизацію невеликих державних підприємств  (малу приватизацію), про банкрутство, про приватизаційні цінні папери.
03.1992 Доповідач і співавтор проєкту Закону України "Про місцеві Ради народних депутатів та місцеве і регіональне самоврядування" (в новій  редакції).
11.1992 Голова Організаційного комітету з підготовки та проведення науково-практичної конференції "Актуальні проблеми управління територіями в Україні".
1992-1996 Член правління Фонду сприяння становленню і розвитку місцевого і регіонального самоврядування України.
11.1993 Керівник групи працівників державних органів та органів місцевого самоврядування для навчання за німецькою програмою" (9-11 листопада в Україні, 15-27листопада в Німеччині).
1993-1994 Член робочої групи Кабінету Міністрів України для розробки пропозицій  щодо вдосконалення механізму управління державним сектором економіки.
1993-2003 Співзасновник і заступник голови ради міжнародного громадського об'єднання "Рівненське земляцтво".
1994-1996 Член урядової робочої групи експертів  з питань розвитку двосторонніх відносин з Естонською Республікою.
1995-1997 Член Національної наглядової ради з координації проєкту технічної допомоги "Реформа системи соціального забезпечення в Україні"
1996-1998 Член міжвідомчої комісії з питань організаційного забезпечення виконання Комплексної цільової програми боротьби зі злочинністю на 1996-200 роки
1997-1998 Член Міжвідомчої робочої групи з реформування системи пенсійного забезпечення Міжвідомчої координаційної ради з підготовки проєкту реформування державного сектора економіки.
НАУКОВА ДІЯЛЬНІСТЬ
Автор більше 60 наукових публікацій з фінансового права, з питань розвитку місцевого самоврядування, вдосконалення соціально-трудових відносин та вирішення колективних трудових спорів
Учасник розробки проєктів законодавчих актів з питань місцевого самоврядування та соціального захисту населення
Розробник нормативних актів з питань здійснення примирних процедур щодо вирішення колективних трудових спорів.
Упорядник ряду збірників законодавчих та нормативно-правових актів.
Автор навчального посібника "Правові засади місцевого самоврядування" Національної академії державного управління при Президентові України
Автор і упорядник Довідника посадової особи місцевого самоврядування

НАГОРОДИ
- Орден князя Ярослава Мудрого У ступеня (2009).
- Орден Червоної Зірки (1980).
- Грамота Президії ВР СРСР «Воїну-інтернаціоналісту» (1980).
- Заслужений юрист України (2000).
- Почесна грамота Верховної Ради України (20030.
- Почесна грамота Кабінету Міністрів України (2003).
- Медаль "За заслуги" ІІІ ступеня Української спілки ветеранів Афганістану (воїнів-інтернаціоналістів) (1999).
- Медаль "За заслуги" ІІ-го ступеня Української спілки ветеранів Афганістану (воїнів-інтернаціоналістів) (2010).
- Відзнака Президента України - пам'ятна медаль "25 років виведення військ з Афганістану! (2014).
- Відзнака Президента України — ювілейна медаль «25 років незалежності України» (2016).[3]